# Jozef Verbeeck
Jozef Verbeeck was een Belgisch schrijnwerker en politicus voor het Katholiek Verbond.

## Levensloop
Verbeeck was schrijnwerker van beroep.
Daarnaast was hij politiek actief te Brecht als gemeenteraadslid en schepen. Hij trad er driemaal op als dienstdoend burgemeester. In 1931 ter vervanging van Alfons Lambrechts, in 1936 voor Lodewijk Fransen en in 1945 voor de overleden Henri Van Ostaeyen.